# Axel Zinowsky
Axel Zinowsky (* 1952) ist ein deutscher Jazzmusiker (Gitarre und Komposition).

## Leben und Wirken
Zinowsky studierte an der Musikhochschule Detmold (Abteilung Münster) klassische Gitarre bei Reinbert Evers. In den 1980er Jahren war er der erste Gitarrist, der einen Lehrauftrag für Jazz-Gitarre an der Folkwang Hochschule in Essen erhielt. Anschließend wurde er Dozent für Gitarre an der Musikhochschule Münster. Zudem konzertiert er mit dem nach ihm benannten Axel-Zinowsky-Quartett (mit Thomas Hufschmidt, Sascha Oeing und Jochen Welle).
Zinowsky veröffentlichte zwei CDs unter eigenem Namen. Außerdem gibt es zahlreiche weitere Zusammenarbeiten, wie beispielsweise mit der Sängerin Nikola Materne (Band Bossanoire), dem Saxophonisten Wolfgang Bleibel und dem Sänger Norbert Gottschalk. Auch wurden einige seiner Kompositionen verlegt, wie z. B. „Hommage a Bach“.

## Diskografie (Auswahl)
- 1995: Mindwalk (Acoustic Music Records)
- 2001: Yellow, Red, Blue (Acoustic Music Records)
- 2011: Manfred Wordtmann / Alexander Zinowsky: Dancing Balance[8]
- 2011: Nikola Materne und Bossanoire: Wunderbar allein (ideedeluxe records)[9]